# Joshua Kennedy
Joshua Kennedy (Wodonga, Austràlia, 28 d'agost de 1982) és un exfutbolista australià que jugava com a davanter. Va disputar 34 partits amb la selecció d'Austràlia.
Kennedy és conegut pels fans australians com a "Jesús" a causa de la seva aparent semblança amb les representacions tradicionals de Jesús a principis de la seva carrera de jugador.